# Eva Belmonte
Eva Belmonte (Elx, 1982) és una periodista valenciana especialitzada en l'anàlisi i tractament d'informació pública, és co-directora de la Fundación Ciudadana Civio conjuntament amb l'activista David Cabo. El 2016, va rebre el Premi Gabriel García Márquez a la innovació periodística i el Data Journalism Award a la millor investigació de l'any per "Medicamentalia" sobre la bretxa global en l'accés a la salut. Al 2019, va aconseguir el prestigiós Data Journalism Award al Millor Portafoli Individual de l'any.

## Trajectòria
Belmonte es va llicenciar en periodisme a la Universitat Autònoma de Barcelona (UAB), al 2004 va començar a treballar en la redacció del diari El Mundo a Barcelona. Va romandre en el diari fins que el 2012 va ser acomiadada juntament amb altres 140 periodistes degut a un expedient de regulació d'ocupació. Estant a l'atur, Belmonte va posar en marxa el bloc "El BOE nuestro de cada día" a l'octubre de 2012, en el qual explicava i posava en context les decisions més rellevants que el govern espanyol publica en el Butlletí Oficial de l'Estat (BOE).
Després de la bona acollida d'aquesta publicació digital, es va integrar en l'equip de la Fundación Ciudadana Civio per desenvolupar i supervisar les investigacions promogudes per la fundació, el principal objectiu és la vigilància dels poders públics per aconseguir més transparència de les institucions. A Civio ha dirigit diferents treballs periodístics d'investigacions com per exemple "El Indultómetro" (relacionat amb els indults concedits a Espanya des del 1996) o "¿Quién manda?" (mapa del poder públic-privat a Espanya i els seus vincles), entre d'altres. El gener de 2019, Belmonte va ser nomenada co-directora de Civio conjuntament amb David Cabo.
El 2015, va publicar el seu primer llibre "Españopoly" en què explica el funcionament de les estructures de poder a Espanya i com les lleis s'adapten a les necessitats de la minoria que té el poder.